# رینگلای
رینگلای (به آلمانی: Ringelai) یک شهر در آلمان است که در بایرن واقع شده‌است.

## خصوصیات
رینگلای ۱۶٫۳۹ کیلومترمربع مساحت دارد ۴۲۵ متر بالاتر از سطح دریا واقع شده‌است.